# ویکتور ساوینیخ
ویکتور ساوینیخ (به انگلیسی: Viktor Savinykh) فضانورد اهل اتحاد شوروی است که در ۷ مارس ۱۹۴۰ در استان کیروف زاده شد. وی در مأموریت سایوز تی-۴، سایوز تی-۱۳، میر ئی‌پی-۲، سایوز تی‌ام-۵ ، سایوز تی‌ام-۴ حضور داشته است.